# Línea 551 (Interurbanos Madrid)
La línea 551 de la red de autobuses interurbanos de Madrid une Madrid con San Martín de Valdeiglesias, llegando algunas expediciones hasta Cebreros o El Tiemblo.

## Características
Es una de las líneas más importantes del suroeste de Madrid, puesto que es la única que conecta los municipios de la Carretera de los Pantanos con Madrid capital. De hecho, algunas expediciones se adentran en la provincia de Ávila, dando servicio a los pueblos de El Tiemblo y Cebreros.
Desde el miércoles 15 de enero de 2025, la línea se vio modificada como consecuencia del soterramiento del Paseo de Extremadura, acortando su recorrido hasta Cuatro Vientos, donde los autobuses del corredor 5 tendrán su cabecera provisional mientras duren las obras.

## Recorrido y paradas

### Sentido San Martín de Valdeiglesias
Desde el 15 de enero de 2025, la línea tiene su cabecera desde Cuatro Vientos debido al soterramiento de la A-5.
| Código | Parada                                                          | Ubicación                               | Común con                                                                               | Conexiones con Metro y Cercanías | Municipio                   | Zona |
| ------ | --------------------------------------------------------------- | --------------------------------------- | --------------------------------------------------------------------------------------- | -------------------------------- | --------------------------- | ---- |
| 8461   | PASEO DE EXTREMADURA-CUATRO VIENTOS                             | Autovía del Suroeste km. 8,5            | 495 511 512 513 514 516 518 521 522 523 524 525 528 534 539 541 545 546 547 548 560 581 | Cuatro Vientos                   | Madrid                      |      |
| 8469   | AVENIDA SAN MARTÍN DE VALDEIGLESIAS-CENTRO COMERCIAL TRES AGUAS | Avenida San Martín de Valdeiglesias, 18 | 510 510A 518 581                                                                        |                                  | Alcorcón                    |      |
| 9346   | AVENIDA DE CALATALIFA-MAGNOLIA                                  | Avenida de Calatalifa, 22               | 519 519A                                                                                |                                  | Villaviciosa de Odón        |      |
| 8927   | CARRETERA M501-EL VENTORRO                                      | Carretera M-501 km. 17,5                |                                                                                         |                                  | Brunete                     |      |
| 10121  | CARRETERA M501-ENCRUCIJADA                                      | Carretera M-501 km. 25,3                |                                                                                         |                                  | Villanueva de Perales       |      |
| 17744  | CARRETERA M501-CENTRO DE TRATAMIENTO DE RESIDUOS                | Carretera M-501 km. 32,5                |                                                                                         |                                  | Colmenar del Arroyo         |      |
| 10125  | CHAPINERÍA                                                      | Carretera M-510, 1                      |                                                                                         |                                  | Chapinería                  |      |
| 16206  | AVENIDA DE MADRID-GUARDIA CIVIL                                 | Plaza del Pilar, 2                      |                                                                                         |                                  | Navas del Rey               |      |
| 12165  | CARRETERA DE ROBLEDO DE CHAVELA-AVENIDA DE LA CONSTITUCIÓN      | José Antonio Primo de Rivera, 8         |                                                                                         |                                  | Navas del Rey               |      |
| 12591  | CARRETERA DE ROBLEDO DE CHAVELA-AVENIDA OLÍMPICA                | José Antonio Primo de Rivera, 22        |                                                                                         |                                  | Navas del Rey               |      |
| 10128  | CARRETERA M501-URBANIZACIÓN SAN JUAN                            | Carretera M-501 km. 49,7                |                                                                                         |                                  | Navas del Rey               |      |
| 9550   | AVENIDA MARCIAL LLORENTE-PANTANO DE SAN JUAN                    | Avenida Marcial Llorente, 14            |                                                                                         |                                  | Pelayos de la Presa         |      |
| 12852  | AVENIDA MARCIAL LLORENTE-URBANIZACIÓN PINOS VERDES              | Avenida Marcial Llorente, 64            |                                                                                         |                                  | Pelayos de la Presa         |      |
| 9548   | AVENIDA MARCIAL LLORENTE-CAMINO DE VALDEYERNOS                  | Avenida Marcial Llorente, 92            |                                                                                         |                                  | Pelayos de la Presa         |      |
| 17773  | CARRETERA DE CADALSO DE LOS VIDRIOS-RESIDENCIAL LAS CUMBRES     | Carretera M-541 km. 0,5                 |                                                                                         |                                  | Pelayos de la Presa         |      |
| 9798   | CARRETERA M501-CENTRO RESIDENCIAL                               | Carretera M-501 km. 57,2                |                                                                                         |                                  | San Martín de Valdeiglesias |      |
| 19323  | ESTACIÓN DE AUTOBUSES DE SAN MARTÍN DE VALDEIGLESIAS            | Avenida de Madrid, 26                   |                                                                                         |                                  | San Martín de Valdeiglesias |      |
| 12194  | CORREDERA BAJA-PLAZA DE TOROS                                   | Corredera Alta, 24                      |                                                                                         |                                  | San Martín de Valdeiglesias |      |
| 12196  | CARRETERA DE ÁVILA-ESTUDIOS                                     | Carretera de Ávila, 26                  |                                                                                         |                                  | San Martín de Valdeiglesias |      |

### Sentido Madrid
| Código | Parada                                                      | Ubicación                        | Común con                                                                               | Conexiones con Metro y Cercanías | Municipio                   | Zona |
| ------ | ----------------------------------------------------------- | -------------------------------- | --------------------------------------------------------------------------------------- | -------------------------------- | --------------------------- | ---- |
| 12196  | CARRETERA DE ÁVILA-ESTUDIOS                                 | Carretera de Ávila, 26           |                                                                                         |                                  | San Martín de Valdeiglesias |      |
| 12195  | CORREDERA ALTA-PLAZA DE TOROS                               | Corredera Alta, 17               |                                                                                         |                                  | San Martín de Valdeiglesias |      |
| 10129  | ESTACIÓN DE AUTOBUSES DE SAN MARTÍN DE VALDEIGLESIAS        | Avenida de Madrid, 26            |                                                                                         |                                  | San Martín de Valdeiglesias |      |
| 9797   | CARRETERA M501-CENTRO RESIDENCIAL                           | Carretera M-501 km. 57,2         |                                                                                         |                                  | San Martín de Valdeiglesias |      |
| 17774  | CARRETERA DE CADALSO DE LOS VIDRIOS-RESIDENCIAL LAS CUMBRES | Carretera M-541 km. 0,5          |                                                                                         |                                  | Pelayos de la Presa         |      |
| 9549   | AVENIDA MARCIAL LLORENTE-CAMINO DE VALDEYERNOS              | Camino de Valdeyernos, 2         |                                                                                         |                                  | Pelayos de la Presa         |      |
| 12853  | AVENIDA MARCIAL LLORENTE-URBANIZACIÓN PINOS VERDES          | Avenida Marcial Llorente, 9      |                                                                                         |                                  | Pelayos de la Presa         |      |
| 9551   | AVENIDA MARCIAL LLORENTE-PANTANO DE SAN JUAN                | Avenida Marcial Llorente, 16     |                                                                                         |                                  | Pelayos de la Presa         |      |
| 10131  | CARRETERA M501-URBANIZACIÓN SAN JUAN                        | Carretera M-501 km. 49,7         |                                                                                         |                                  | Navas del Rey               |      |
| 12592  | CARRETERA DE ROBLEDO DE CHAVELA-AVENIDA OLÍMPICA            | José Antonio Primo de Rivera, 41 |                                                                                         |                                  | Navas del Rey               |      |
| 10132  | JOSÉ ANTONIO PRIMO DE RIVERA-PLAZA DEL CUARTEL              | José Antonio Primo de Rivera, 5  |                                                                                         |                                  | Navas del Rey               |      |
| 16207  | AVENIDA DE MADRID-GUARDIA CIVIL                             | Carretera M-855                  |                                                                                         |                                  | Navas del Rey               |      |
| 10125  | CHAPINERÍA                                                  | Carretera M-510, 1               |                                                                                         |                                  | Chapinería                  |      |
| 17746  | CARRETERA M501-CENTRO DE TRATAMIENTO DE RESIDUOS            | Carretera M-501 km. 32,5         |                                                                                         |                                  | Colmenar del Arroyo         |      |
| 10136  | CARRETERA M501-ENCRUCIJADA                                  | Carretera M-501 km. 25,3         |                                                                                         |                                  | Villanueva de Perales       |      |
| 8926   | CARRETERA M501-EL VENTORRO                                  | Carretera M-501 km. 17,5         | 530 581                                                                                 |                                  | Brunete                     |      |
| 9347   | AVENIDA DE CALATALIFA-SAN ANTONIO                           | Avenida de Calatalifa, 22        | 519 519A 581                                                                            |                                  | Villaviciosa de Odón        |      |
| 9364   | ARGENTINA-CENTRO COMERCIAL TRES AGUAS                       | Argentina, 8                     | 510 510A 518 581                                                                        |                                  | Alcorcón                    |      |
| 8464   | PASEO DE EXTREMADURA-CUATRO VIENTOS                         | Autovía del Suroeste km. 8,5     | 495 511 512 513 514 516 518 521 522 523 524 525 528 534 539 541 545 546 547 548 560 581 | Cuatro Vientos                   | Madrid                      |      |
| 8447   | PASEO DE EXTREMADURA-CAMPAMENTO                             | Autovía del Suroeste km. 6       | 495 511 512 513 514 516 518 521 522 523 524 525 528 534 539 541 545 546 547 548 581     | Campamento                       | Madrid                      |      |
| 8439   | PASEO DE EXTREMADURA-BATÁN                                  | Autovía del Suroeste km. 3,6     | 511 512 513 514 516 518 521 522 523 524 525 528 534 539 541 545 546 547 548 581         |                                  | Madrid                      |      |
| 17052  | INTERCAMBIADOR PRÍNCIPE PÍO                                 | Dársena 22                       |                                                                                         | Príncipe Pío                     | Madrid                      |      |